# Антропологични и генетични проучвания на българите
Антропологичните и генетични изследвания на българите са насочени към установяване на биологичния произход на съвременната българска нация. Според някои от именитите антрополози от 20 век, като Медисън Грант, Евалд Бансе, Уилям Рипли, Карлтън Кун и Бертил Лундман, българите са народ, сред който се срещат предимно средиземноморски, алпийски, динарски и нордически расови типове. Сред населението на България най-често се наблюдава долихоцефалният, а по-рядко брахицефалният тип. Стойностите поставят повечето българи в групата на средновисоките на ръст. Пигментацията на българите е преимуществено тъмна. От края на XX век учените започват да разглеждат биологичния есенциализъм като отживелица, посочвайки че често генетични разлики в рамките на една група, традиционно определяна като „човешка раса“ са по-големи между нейните подраси, отколкото между отделните големи раси.
След развитието на т. нар. синтетична теория за еволюцията, ДНК технологиите и популационната генетика от края на XX век, започват изследвания на европейския и в частност на българския ДНК профил. Според автозомния световен атлас на генетичните смешения от 2014 г. при българите около 40% от генетичния материал е европейски и условно може да се свърже с миграцията на балтославяните. Периодът на примесването на този компонент в местното население е 900 – 1300 г. От данните се установява, че от този примес 46% е подобен на този, преобладаващ у беларусите, 23% на този у литовците и 19% на този у поляците. Въпреки че българите са част от славянската етно-лингвистична група, те, както и повечето други южни славяни, се характеризират с преобладаващ генетичен субстрат, който е различен от този на западните и източните славяни. Около 55% от генетичните съставки у българите, са предимно източносредиземноморски. Те са основно гръцко, кипърско и левантинско подобни. Този феномен се обяснява с езиковата асимилиация от страна на средновековните славянски заселници на завареното балканско население, състоящо се предимно от потомци на неолитни земеделци, преселили се на Балканите от Плодородния полумесец. Следва да се отбележи също, че около 2% от гените на българите са привнесени от района на Централна Азия, и доказват проникването на малки групи степни номади през Средните векове, като тези гени са примесени около 850 година. Остатъчните 2 – 3 % са разнообразни генетични съставки, представени в минимални количества.
Според различни автозомни анализи, които са доста по-прецизни от тези на мтДНК и Y-ДНК, днешните българи са по-тясно свързани с някои балкански популации (македонци, гагаузи, румънци, жители на Северна Гърция, черногорци, сърби, косовари) отколкото с останалите европейци, а най-тясно с румънците, македонците и гагаузите, с които попадат в общ подклъстер. За разлика от по-голямата част от Европа, сред балканските народи разнообразието на генетични линии е доста по-голямо при сравняването им с европейците от други райони на континента. Ако ги сравняваме помежду им обаче, се вижда, че те не се различават съществено. Голямото генетично разнообразие при българите е причина за по-честа проява на повече от едно наследствено заболяване сред населението.

## Антропологични изследвания
Населението на България се характеризира основно с расовите антропологични типове от средиземноморската раса. Сред българското население медитеранската раса се среща както в своите класически форми – т. нар. чисти типове, така и в много разновидности. Със средиземноморски тип се свързва среден или нисък ръст, тъмно оцветяване на кожата, очите и косите, с нежни черти на лицето и прав нос, среща се главно в Тракия и по Черноморието. Понтийският тип се характеризира като подтип на средиземноморската раса, но с по-светло оцветяване на кожата, очите и косите, тясно лице и нос, по-къс череп от същинския средиземноморски антропологичен тип, като най-често се среща в Североизточна България. Средиземноморските антропологични типове произхождат вероятно от предтракийския и тракийския етнос.
Северните антропологични типове се срещат навсякъде из страната, представени са със западнобалтийския му антропологичен подтип, който се характеризира с висок ръст, светло оцветяване на кожата, очите и косите, дълго лице с правилни черти, и с източнобалтийския антропологичен тип – нисък или среден ръст, светло оцветяване, кръгло лице с чип нос. Северните расови типове се срещат както самостоятелно, така и смесени с други раси (при смесване на северните с тъмнопигментирани расови типове се получава депигментация). У нас те са пренесени основно от славяните. Динарският антропологичен тип се отличава с висок ръст, тъмна коса и очи, дълго лице и дълъг нос, къса глава, в най-голям процент се среща в планините на Западна България и Родопите. Той има местен, балкански произход. Aлпийският антропологичен тип, всъщност е изотчноевропейски и се среща в България в малък процент, отличава се с нисък или среден ръст, кестеняви очи и коси, кръгло лице и чип нос, къса глава.
Монголоидните расови белези са срещани рядко, като се проявяват сред някои антропологични типове от европеидната раса чрез широки или издадени скули; широка основа на носа; монголоидна гънка на окото (епикантус), висока очница. Срещат се сред българите от Североизточна България и при шопите. Проявява се посредствам няколко антропологични типове: турански (голяма глава и очи), уралски (малки глава, лице и очи) и памирофергански – смес между монголоидната раса и средиземноморската подраса. Проявата им се свързва с прабългарите, както и с други номадски преселения от Централна Азия през Средновековието.
Наличието на описаните расови типове, от които е съставено населението на България, позволява да се каже, че то принадлежи към европеидната раса. Неговите представители се отличават със среден ръст. Основната му част се отнася към средиземноморските типове с всичките им варианти, като най-многобройни са комбинациите с динарския расов тип. С по-малка численост са северните расови типове, които често се комбинират със средиземноморските типове.
Сред населението в Северна България се наблюдава ясно изразен брахикефалният тип (малко лице) и долихокефален (средно лице) в останалата част. Стойностите поставят повечето българи в групата на средновисоките на ръст. Пигментацията на българите е преимуществено тъмна, въпреки че българите имат по-светла пигментация от гърците. Според статистика от 20 век, българите са между 9 – 12% са от рус тип, 42 – 47% от тъмен тип, а 43 – 46% са междинен (светлокоси и тъмнооки или обратното).

## Генетична история на Европа
Изследване на древна ДНК публикувано през 2016 г. твърди, че след края на последния Ледников период в Европа – преди около 12 хил. години, почти не са били останали европейски ловци-събирачи или кроманьонци и континентът на практика след това е заселен отново, било чрез разселване и възпроизводство на оцелелите кроманьонци, било чрез преселване на нови заселници от Сибир, Понтийско-Каспийската степ и Западна Азия. Като цяло резултатите от генетичните изследвания затвърждават схващането, че човешките миграции на Балканите идват основно от две посоки – Мала Азия и Северното Причерноморие и се движат от изток на запад, като съответно с всяка следваща вълна пришълците изместват останките от местното население и предходните заселници в тази посока и/или частично ги избиват и асимилират. Идентифицирани са три основни вълни на заселване в Европа след Ледниковия период: първата е на западноевропейските мезолитни ловци-събирачи, които се заселват основно на север, втората е на неолитни фермери от Близкия изток, които се заселват основно на юг, а трета вълна е на конници от Бронзовата епоха, дошли от Прикаспийската степ и донесли индоевропейските езици, които се пръсват из целия континент.
Като цяло, прединдоевропейската култура на бойната брадва е изместила физически почти напълно неолитните земеделци в Централна, Западна и Източна Европа, откъдето преди това те са били изместили голяма част от местните ловци-събирачи. Единственото място, където гените на фермерите оцеляват в по-голяма степен, са средиземноморския регион, включително България, а в останалата част от Европа, те са избити. На Балканите, съвременните хора са предимно синтез от гените, донесени от културите ямна през бойната брадва и тази на ранните европейски фермери. Друг извод на изследователите е, че през бронзовата епоха е имало други миграции, които до голяма степен определят състава на генофонда на съвременните европейски народи. Още повече, че тези миграции са пряко свързани с разпространението на индоевропейските езици и т. нар. курганна култура. Самите индоевропейци са с комплексен произход, състоящ се от смесица на мезолитни сибирски ловци-събирачи и неолитни кавказки фермери.
Съгласно изследване по автозомна ДНК от 2013 г. насочено върху степента на родство вътре в етносите от Европа и между отделните етноси на континента се установява, че хомогенността (т.е. степента на родство) във и между народите в Източна Европа е по-висока от тази между народите в Западна Европа. Установява се отчетлив, генетичен сигнал, най-силен в районите на Прибалтика, Полша и Украйна, който хомогенизира източноевропейците и който е сравнително нов. Като вероятна причина за хомогенността на Източна Европа, авторите на изследването сочат евентуално славянските миграции по време на Великото преселение на народите. Според авторите е налична силна генетична връзка например между българи, сърби, поляци и руснаци, като степента на родство между тези етноси е висока, което говори за неотдавнашен общ произход – отпреди около 1500 години.
През 2015 г. излизат публикува резултатите от комплексно генетико-лингвистично изследване върху славяни и балти, което разкрива защо източните и западните славяни си приличат, а южните се отличават от тях. Анализът е извършен в съответствие с три генни системи – Y-хромозома, митохондриална ДНК, и автозомна ДНК. В изследването се подчертава, че южните славяни са обменили много повече генетичен материал с античното балканско население, отколкото източните и западните славяни със заварените популации и затова южните славяни се различават значително от тях.
Във връзка със средновековните миграции на някои тюркоезични и уралоезични народи произлизащи от Азия в западна посока, е установено привнасянето на неголямо количество източноазиатска ДНК сред народите от Близкия изток, Кавказ, Балканите, Източна и Северна Европа.

## Тези по въпроса за българския етногенезис

### Научни тези по въпроса извън България
Анализите на автозомни ДНК маркери дават най-добра представа за „произхода“ и „сходството“ между отделните популации, като представят по-ясна генетична картина в сравнение с Y-ДНК и особено от мтДНК хаплогрупите. Съвременните генетични тестове извеждат като основни фактори за биологично сходство и определяне на генетичния произход на популациите географските фактори, като местоположение, наличие или липса на географски бариери, наличие на плавателни реки и др., докато употребата на сходен език има много по-малко значение. Така например, положението на някои европейски планини като Кавказ и Алпите, както и отдалечеността на някои европейски острови като Кипър и Сардиния са изиграли роля за спецификата на съответните популации живеещи там. Като цяло, народите на генетичната карта на Европа са разположени приблизително на мястото, което заемат техните държави на географската карта. Генетичните тестове на тюркоезичните народи в Евразия потвърждават тази теза, като резултатите им варират в широки граници. Тези от тях живеещи в Европа, почти напълно се припокриват генетично със съседните европейски народи, докато в Далечния изток се стига до почти пълното им сходство със съседните източноазиатски народи. Така турците в Анатолия са близки с арменците и грузинците, туркмените в Централна Азия имат сходно ДНК с това на съседните иранци, тюркоезичните ногайските татари в Кавказ са близки генетично с чеченците, говорещи кавказки език, а тюркоезичните чуваши са доста близки генетично със славяноезичните руснаци в региона на Южен Урал и Поволжието. Тюркоезичните гагаузи, мигрирали от Българските земи в днешна Украйна през 18 век, са генетично близки с българите, което доказва техния балкански произход. Българите са разположени на генетичната карта на Европа близо до своите географски съседи: македонци, румънци, гърци, сърби, албанци и т.н. Същевременно турците от Анатолия са доста по-отдалечени генетично от българите, отколкото другите им балкански съседи, което се дължи вероятно на ролята на географска бариера, която са изиграли Проливите, докато балканските турци са по-сходни генетично с българите, макар и не колкото православните тюркоезични гагаузи, което вероятно се дължи на съществените културни различия между двата народа, които са възпрепятствали смесените бракове.

#### Научни предположения за българския произход
Според автозомни изследвания южните славяни, особено тези от източните и централните Балкани, са отделени от Източните и Западните славяни и образуват специфична група, но с изразена вътрешна диференциация, водеща до формиране на три подгрупи. Наличието на ясен славянски сигнал специално на Балканите, вкл. сред неславянските народи в региона, като гърци, румънци и унгарци е потвърдено от автозомно изследване публикувано през 2015 г. Резултатите от автозомните тестове илюстрират генетично сходство между популациите от Западните Балкани, като хърватите, словенците и босненците са близки помежду си и до голяма степен се припокриват с унгарците от Централна Европа. От друга страна в Източните Балкани македонците и българите се припокриват с румънците. Сърбите и черногорците заемат междинно положение между другите две подгрупи на южните славяни. В южната част на Балканите косоварите имат най-голям сходството с гърците и албанците.
Наличието на значително количество разнообразен и специфичен генетичен субстрат, различаващ се от този на другите славяни в генома на южните славяни, би могло да означава, че постепенната езикова асимилация на разнородното заварено население е била основния механизъм на разпространението на славянските езици на Балканския полуостров през ранното Средновековие. Това предполага близък генетичен произход на балканските популации, което вероятно се дължи на припокриващи се миграционни вълни, вкл. славянската, чиито представители са привнасяли сходни гени в широките физикогеографски граници на Балканите, обхващащи зоната на север до Карпатите. Този сходен произход се отнася както за славяноговорещото население в региона, така и за днешните унгарци, албанци, румънци и гърци, които са близки генетично със своите славяноезични съседи. Предполага се, че завареното балканско население с комплексен, предимно местен произход, има най-значим генетичен принос в българския етногенезис, като след него се нареждат носителите на старославянския език, проникнали в региона през 5 – 6 век. Като цяло, повечето от ДНК разликите в българското население се проявяват по посоката на предполагаемите миграционни вълни – от изток на запад, което показва, че Стара планина, макар да е играла ролята на географска бариера, не е била непреодолима преграда.
Според автозомен атлас на генетичните смешения публикуван през 2014 г. установените автозомно по-значими генетични примеси у българите са разпространени към момента най-много в посочените по-долу региони, като присъстват сред българското население в указаните проценти: в Източното Средиземноморие: Гърция – 15%, Кипър – 13%, Сицилия -4%, Сардиния – 2%, Сирия – 6%, Йордания – 4%, и Ливан – 1% или общо около 45%; в Прибалтийския регион: Литва – 23%, Полша – 19% и Финландия – 3%, или общо около 45%; в Кавказкия регион и Иранското плато: Грузия – 3%, Иран – 2% и Пакистан – 1% или общо около 6%; в Северна Африка и Арабския полуостров – около 2 %; в Източна Азия: 2%. Останалите 2 % от генетичните примеси у днешните българи се срещат в минимални количества от под 0,5% и са най-разпространени в няколко области пръснати в широка географска зона като Шотландия, Пиренеите, Индостан, Африканския рог и др. Тези резултати навеждат основно на източносредиземноморска и на второ място на прибалтийска (в широкия физикогеографски аспект на понятията) връзка на генетичния материал наличен у днешното българското население с някои казказки и ирански примеси.
Според същото изследване българите са предимно наследници на две групи земеделци, които одомашават животните и разпространяват земеделието от Близкия изток (~ 2/3). Първата група е основната и се изселва през неолита от Анатолия, а втората, по-късна група заселници, с по-малък принос, навлиза през бронзовата епоха от Източното Средиземноморие. Към тези пристигнали по нашите земи през неолита и бронзовата епоха близкоизточни заселници, по-късно се присъединяват малки групи с произход от Централна и Източна Азия, чийто принос към днешната българска популация е не повече от 2%. Присъствието на тези източноазиатски компоненти в Европа е преценено като последица на преселението на малки групи азиатски номади през ранното Средновековие. В тази връзка, някои учени предполагат, че генетичния принос на прабългарите на Балканите е бил символичен и на практика е трудно установим. Според генетично изследване насочено към изолиране на източноазиатска ДНК в славянските народи, славянските популации „почти винаги“ съдържат монголоидна ДНК. Част от нея е получена още преди разделянето на балтите и славяните през периода 2000 – 3000 г. пр.н.е. и е резултат от смесването им с фино-угрите в Източна Европа. Според изследването монголоидният компонент сред славяни се увеличава и след това като, сред южните славяни нараства по време миграцията на степни народи през Средните векове, като хуни, авари, прабългари, монголи и др. Третият компонент у българите е местна мезоолитна европейска група на ловци-събирачи (~ 1/3).
Проучванията говорят, за две смешения на посочените ДНК компоненти по нашите земи. Първото от тях се осъществява приблизително през 9 век с връх около 855 година. То би могло да кореспондира със смесването на славяните с прабългарите и с тяхното претопяване в завареното население, предизвикано от държавната политика на християнизация и славянизация по това време, която води впоследствие до формирането на българската народност. Отчетеното с математически алгоритъм второ смешение обхваща основно интервала от средата на 10 век до средата на 14 век. Математическият модел е изчислил като пикова година на второто смешение – 1138 г., която попада в периода на Византийското владичество. Според изследването славянската компонента у днешните българи е около 40%, за разлика от беларусите например, където достига 90%, като периода на примесването на славяните в местното население е изчислен между 500 и 950 г.
Според комплексен тест на генетичния проект на National Geographic 47% от българските гени са със средиземноморски произход, а 20% са привнесени от Югозападна Азия, като тези две групи отразяват силното влияние на неолитните земеделци от Плодородния полумесец проникнали в Европа преди 6 – 8000 години. Съгласно изследването 31% от българските гени са от Северна Европа и вероятно са наследство от мезолитните ловци, заселили континента преди повече от 35 000 години, а 2% са от Североизточна Азия и показват проникване на малки групи носители на монголоидни гени в региона през Средните векове.
От друга страна други мащабни проучвания от 2014 г. на два екипа от генетици и археолози, които включват също анализ на древна ДНК, сравнявайки го с днешните европейци дава следните заключения: около 30% от гените на днешните българи са наследени от носителите на индоевропейските езици, явяващи се представители на културата „ямна“, дошли през медната епоха от Евразийската степ. Индоевропейците са носители на комбинирана ДНК съдържаща две съставки. Първата е на сибирски мезолитни ловци-събирачи, а втората е на неоолитни земеделци от Кавказ. В много по-голяма степен българската популация е наследник на близкоизточни земеделски народи, които са дошли по тези земи през неолита и които формират около 55% от генофонда ни. Останалите 15% от гените си сме наследили от европейски мезолитни ловци – кроманьонци, които неолитните земеделци са заварили в Европа. Трябва обаче да се има предвид обаче, че самите неолитни фермери са също с комбинирана ДНК, която се състои от 60% мезолитни европейски ловци-събирачи и 40 близкоизточни земеделци.
Реалните пропорции от генетичните съставки на съвременните българи са приблизително следните: около 55% европейски ловци-събирачи (които са смесица от източноевропейски мезолитни ловци и западноевропейски кроманьонци), 14% сибирски мезолитни ловци (които са трудно различими генетично от европейските), 30% ранни близкоизточни фермери (които освен близкоизтични носят и около 60% от гените на мезолитните европейски ловци) и около 1% азиатски степни номади (наследници на далекоизточни мезолитни ловци-събирачи).
Според изследване на стари кости, публикувано от Cell Press през 2023 г., фокусирано върху демографското развитие на Балканския полуостров през първото хилядолетие от н.е., което ги сравнява с ДНК профилите на днешното население от Балканите, се установява, че днешните българи, както и всички останали популации в региона, са били засегнати от два основни процеса, настъпили след края на желязната епоха: първо, след като римската държава е превзела района, се установява значителен приток на хора, чийто генетичен профил съответства на този на съвременните западноанадолски и севернолевантински популации. Дали те са пристигнали там директно или през Италия, където подобно развитие е установено от предишни проучвания, остава неизвестно. Знае се обаче, че тези популации са оставили сериозен отпечатък върху днешните българи, като около 24% от тяхната ДНК е наследена от това население от римската епоха с източносредиземноморско потекло. Второ, това е демографски процес, за който е установено, че е в ход до около 700 г. сл. н. е. и пренася родословие, близко до това на днешните източноевропейски славяноезични популации, който допринася  още по-значимо за днешния български геном, формирайки според горепосочения модел около 51% от него. Освен това в днешния български геном са открити следи от по незначителен принос от човешка експанзия датирана от периода на бронзовата до желязната епоха на Балканите, свързана с преселение на хора от Западния Анадол, на което се придава като тежест около 6% от днешния български геном. Изследването установява и наличие в първата половина от периода на преселници от Централна и Северна Европа, както и на такива от степите в зоната от Северното Причерноморие до Казахстан. Следите от тези хора обаче почти се губят след 700 г. без да оставят сериозен генетичен отпечатък сред днешните балканци.

#### Научни спекулации по въпроса извън България
Швейцарската фирма за генетични изследвания „iGENEA“ публикува на сайта си през 2009 г. свое „изследване“. В него се твърди, че е анализиран генетичния принос на различни исторически племена, който можел да се идентифицира в гените на съвременните хора. Според директорката на фирмата във вените на българите течала 49% тракийска, по 15% славянска и елинска кръв, 11% от гените ни идвали от античните македонци и 8% от финикийците. На въпрос на български репортер защо в изследването няма отчетени прабългари, тя заявява, че за нея изконното население на българските земи са траките и в този смисъл те са истинските прабългари. Със своето проучване, в което са включени редица европейски народи се оказва, че учените от Цюрих в известен смисъл подкрепят тезите на македонците, които се мъчат да наложат пред света, и най-вече пред своите съседи, съмнителни твърдения за своя древен произход. Те остават най-доволни от резултатите, тъй като според тях във вените им течала 30% от кръвта на древните македонци, а в тези на гърците само 5%. В тази връзка „изследването“ предизвиква балкански скандал и малко след това е свалено от сайта на компанията.

### Научни спекулации в България
Според най-разпространената теория българската народност се формира основно в резултат на сливането на три отделни групи на Балканския полуостров в периода VI – X век: местните византийски поданици – потомци на траките, мигриралите от Закарпатието славяни и прабългарски елит с произход от Средна Азия. На практика етногенезисът на днешните българи е по-комплексен. След 1989 г. и променената политическа доктрина на България, страната обръща гръб на Русия, което стимулира желанието да бъде омаловажен славянският компонент в етногенезиса на българите. Създаденият през 70-те години на 20 век засилен интерес към траките и тракологията затихва. Това създава вакуум, който поражда стремеж да се „реабилитира“ прабългарското наследство, и събужда интереса към т.нар. прабългаристика. През този период българският национализъм продължава да се храни от идеите на „възродителния процес“. Антитурската реторика намира израз във възхода на теорията, които оспорва тюркската теза за произхода на прабългарите, поради комплекса от азиатския им произход, който възниква в българската култура още при зараждането на националистическите пропаганди на Балканите в края на 19 век. Възражда се забравената „иранска“ или „арийска“ теза за тяхното потекло, която намира поддръжници в част от академичните среди, поради факта, че в нея съществуват някои рационални елементи. Това, което е смущаващо обаче, са расистките насоки, които пренебрегват факта, че термините „индоевропейски“ и „алтайски“ са предимно лингвистични, като в тях се влагат специфични расови белези. Така индоевропейците са задължително с европеидни гени, а тюрките са със силен монголоиден примес, което е негативно оценено. Участници в екзотични екскурзии, маскирани като „научни експедиции“, започват да сеят пседонаучни абсурди в общественото пространство. Несъмнената роля, която е изиграло античното балканско население в българския етногенезис, започва да се омаловажава и дори напълно да се отрича. Появяват се и твърдения, че днешните гърци, албанци и румънци са с повече славянска кръв, отколкото българите, въпреки славяноезичието им. В резултат на тези тежнения, в трудовете на някои учени през 21 век, прабългарите се транформират от малобройна, тюрко-алтайска, степна орда, асимилирана в славянските маси и приела византийската култура, във високоразвити арийци, доминиращи числено и културно над завареното ромейско население и заселилите се преди тях в ранносредновековна Византия славяни. Пренебрегва се фактът, че на над 80% от територията на Българското землище, няма никакви археологически артефакти останали от прабългарите, а там където ги има те са оскъдни. Пренебрегват се и обстоятелствата, че в днешния български език почти липсват прабългарски заемки, а единственият средновековен писмен източник посочващ конкретна бройка за Аспаруховите прабългари, ги описва като 10 000 души. Същевременно се мълчи за историческите поселения в Българско землище на пеонци, илири, гети, даки, келти, готи, римски и гръцки колонисти и други предславянски народи, както и впоследствие на власи, саксонци, кумани, печенеги, арменци, маджари и други европейски и азиатски народи. В този контекст през 21 век в България се намесва и генетиката, която постепенно измества физическата антропология, като част от доказателствата за българския етногенезис.

#### Твърдения на акад. Гълъбов
В унисон с тези прабългаристични тенденции, ръководителят на екип от учени, извършващи популационни генетични изследвания, акад. Ангел Гълъбов – експерт по вирусология, дава обширни интервюта в които коментира тези изследвания, в които освен генетични резултати, се интерпретират и исторически факти. Гълъбов твърди, че прабългарите са основна съставна част на съвременната българската нация, като тюркската теория за произхода им трябва да бъде забравена. Според него, приносът на славяните в българския етногенезис е по-скоро плод на политическа измислица, като може би траките имат някаква роля в него, но това предстои да се изяснява. Въпреки съгласието на Гълъбов, че прабългарите не са местни, а идват по тези земи от Централна Азия, той твърди, че генетичните тестове показват, че днешните българи са сродни със средиземнорските народи като гърци и италианци. Тези факти той обосновава с големия брой прабългари заселени в Средновековието, както на територията на днешна България, така и на териториите на днешните Гърция и Италия.
Интересни са публикациите и авторите, с които екипът генетици обосновава своите твърдения, по спорния въпрос за броя на прабългарите. Странно е, че това не са академични, а научнопопулярни публикации и същите не са с генетична или антропологична, а с историографска насоченост. Превратно е и самото тълкуване на цитираните източници. Така например, екипът на Гълъбов цитира книгата на историка проф. Румен Даскалов „Чудният свят на древните българи“, която всъщност е критика, иронизираща подобни странни тези, развивани от други „прабългаристи“. В тази връзка, като обосновка са използвани и някои публикации на Петър Добрев, чиито методи на работа са определяни в научните среди като „свободна интерпретация на извори и паметници“. Въпреки че екипът генетици цитира по този повод и публикацията на историка Божидар Димитров „12-те мита в българската история“, самият той ги обвинява в липса на компетентност по кометираните въпроси. Димитров заявява, че народността не е биологична категория, а историческа, и че българската нация е създадена въз основа на 53 народа, които са се влели в нея.
Във връзка с тезата на екипа, че днешните българи са почти идентични с прабългарите, резултатите за модерната българска популация се екстраполират и към прабългарите, които се обявяват в изследванията за доказани индоевропейци и нетюрки. Представените в съвременните българи източноазиатски и централноазиатски хаплотипи в минимален размер от около 2%, са посочени като безспорно доказателство за нетюркския произход на прабългарите. Впоследствие е проведено и изследване на проби древна ДНК от общо 13 средновековни погребения, като те са взети от 3 отделни некропола в страната. Изследвани са материали от езически некропол (VIII – IX в.) в североизточна България – с. Ножарево, Силистренско, в който се предполага, че има и прабългарски погребения. Твърди се, че са идентифицирани по изкуствената черепна деформация, тъй като във въпросния некропол, прабългарски са не всички от погребенията. Изследвани са и материали от некрополи датирани от периода след покръстването и претопяването на прабългарския етнос (X – XI в.) Такъв е християнският некропол край Голямата базилика в Преслав и некропола в с. Туховища, Гоцеделчевско, които Гълъбов също обявява за прабългарски. Освен че това е исторически невероятно, идентификация по черепна деформация при християнски погребения не е възможна. При определянето на племенната принадлежност на древните останки се изхожда от презумпцията, че прабългарите са погребвали мъртъвците си, докато славяните са извършвали кремация. Следователно, всички останки в гробовете се приемат априори за прабългарски. Авторите изключват и фактът, че някои от славяните вече са били покръстени и са започнали да погребват мъртъвците си през 7 век. Те изцяло отхвърлят и възможността част от останките, от които са извлечени пробите, да са били на местно население с тракийски, елински или с друг произход. Така, при определянето на етническата принадлежност на древните останки, от които е извлечена ДНК за пробите, се изхожда от спорна фактология.
Методиката на анализите използвана от екипа също е доста спорна. Анализирани са мутациите само на митохондриалната ДНК, т.е. по женска линия, като произходът се определя главно по мутациите на мъжкия, а не на женския ген, който дава доста по-оскъдна информация. Автозомните ДНК маркери, които дават най-добра представа за произхода на популациите, изобщо не са изследвани от българския екип. Така, резултатите от 13-те проби, в които не са установени източноазиатски женски хаплогрупи, са представени като безспорно доказателство за нетюркския произход на прабългарите. Академикът е обвиняван от колеги в спекулации и във връзка с други негови изследвания.

#### Твърдения на проф. Кременски
Според друг участник в екипи извършващи генетични изследвания, проф. Иво Кременски, специалист по генетични заболявания, когато говорим за произхода на българите, това трябва да е резултат на комплексен анализ. Подобни анализи следва да бъдат извършвани в контекста на археологически, исторически, лингвистични, културни и едва след това в контекста на генетични изследвания. Освен това според Кременски, самият генетичен анализ следва да бъде комплексен и да обхваща максимум параметри, както и резултатът да бъде коректно интерпретиран. За пример на генетично изследване с невярна интерпретация, Кременски сочи такова, проведено преди няколко години в Памир, което е обявено за доказателство за връзката на българите с местните народи и оттам с прабългарите. Интерпретацията на Кременски е, че това изследване е проведено некоректно, няма научна стойност, а анализът на резултатите му говори точно за обратното на това, което се твърди в него. Грешката е не само в това, че е изследван генетичен материал от хора в едно населено място, които вероятно имат и роднински връзки, или че са анализирани мутациите по женска линия, които не дават прецизна информация за произход, но и групата изследвани, която е само от едно училище, не може да бъде представителна, за да е доказателство за твърдяното, а и резултатите от теста не говорят за връзка на българите с изследваните памирци. Според Кременски, българите са смесица основно на автохтонно население с различни племена и народи, които са преминавали през Балканите в хода на историята, или са се заселвали тук, на което се дължи и тяхната генетична хетерогенност. От друга страна, Кременски твърди, че българите са сред най-старите обитатели на Европа.

#### В попкултурата
През последните години, генетиката се превръща в любимо занимание на дилетанти и патриотари, които съчиняват множество псевдоисторически и фантастични теории. Автори на подобни „изследвания“ са както учени – негенетици, така и ентусиасти без подходящо образование, познания и достъп до лабораторни технологии. Твърденията на някои от тях се доближават до научните спекулации в страната, като те поддържат тезата за прабългарите – индоевропейци, които са в основата на днешната българска популация, като техните корени са доказани генетично и произходът им е в Памир. Според други е доказано, че съвременните българи са идентични с прабългарите и едновременно с това са най-близки с народите от Западна Европа, но същевременно са и наследниците на траките, а са най-отдалечнени от славяните.